# Clubiona abboti
Clubiona abboti este o specie de păianjeni din genul Clubiona, familia Clubionidae, descrisă de L. Koch, 1866. Conține o singură subspecie: C. a. abbotoides.